# Die Robbeninsel
Die Robbeninsel ist ein US-amerikanischer Dokumentarfilm aus dem Jahr 1948. Der Film ist ein Teil der Disney-Serie Entdeckungsreisen im Reiche der Natur.

## Handlung
Der Film beschreibt das Leben der Seebären auf einer kleinen Insel in der Beringsee. Der Zuschauer wird Zeuge von Seebärenbullen, die auf der Insel ihr Revier abstecken und dort auf die Weibchen warten. Der Harem der Bullen wächst zusehends, die Pflege der Jungtiere wird beschrieben. Auch die anderen Tierarten der Insel, insbesondere die enorme Zahl von Vögeln, wird beschrieben.

## Hintergrund
Die Filmaufnahmen wurden auf den Pribilof Islands nördlich der Aleuten in der Beringsee durchgeführt. Die Uraufführung fand im 21. Dezember 1948 in Pasadena, Kalifornien statt. Der allgemeine Kinostart erfolgte erst am 4. Mai 1949. Für Produzent Walt Disney war es der erste einer Reihe von Dokumentarfilmen.

## Auszeichnungen
Im Jahr 1949 wurde der Film in der Kategorie Bester Kurzfilm (Two-Reel) mit dem Oscar ausgezeichnet. Bei den Internationalen Filmfestspielen von Cannes 1949 gewann der Film einen Preis als bester Kurzfilm (Prix pour le sujet - court métrage). Im Jahr 1951 gab es eine Nominierung für den British Film Academy Award als bester Dokumentarfilm.